# Kvantemekanisk tunnelering
Kvantemekanisk tunnelering eller kvantefysisk tunnelering er et kvantemekanisk fænomen. Kvantemekanikken forudsiger at der kan være en sandsynlighed større end nul for at en partikel kan observeres i områder hvor den klassisk ikke skulle kunne eksistere, fordi den ikke har tilstrækkelig energi, f.eks. hvis en barriere giver anledning til en potentialestigning der er større end partiklens energi.
I klassisk mekanik kan dette ikke lade sig gøre, men det er eksperimentelt påvist, så det er kvantemekanikken der gælder.
I princippet kan et menneske kvantemekanisk tunnelere gennem en betonmur, men sandsynligheden er ufattelig lille. Jo mindre partiklerne er, jo større sandsynlighed for tunnelering.